# Dalziel Ridge
Dalziel Ridge ist der westliche Hauptkamm der Columbia Mountains im Palmerland im Süden der Antarktischen Halbinsel.
Der United States Geological Survey kartierte ihn im Jahr 1974. Das Advisory Committee on Antarctic Names benannte ihn 1976 nach dem britischen Geologen Ian William Drummond Dalziel (* 1937) von der Columbia University der mehrfach in den späten 1960er und in den 1970er Jahren als leitender Wissenschaftler des United States Antarctic Research Program das Gebiet um den Inselbogen Scotia Ridge in der Scotiasee untersucht hatte.